# Viaggio nel tempo 2
Viaggio nel tempo 2 è un libro dedicato al personaggio di Geronimo Stilton. Primo seguito del libro Viaggio nel tempo (Geronimo Stilton) e secondo libro della serie omonima.
In questo libro Geronimo Stilton e la sua famiglia viaggiano nel tempo fino a vivere nell'antica Roma, nel periodo dei Maya e al tempo del Re Sole